# Володарський Олександр Вікторович
Олександр Вікторович Володарський (також відомий як shiitman; нар. 17 серпня 1987, Луганськ, УРСР) — український громадський активіст лівого лібертарного толку, публіцист, художник-акціоніст і блогер. У минулому — учасник незалежної студентської профспілки «Пряма дія», «Автономної спілки трудящих» та всеукраїнського анархістського об'єднання «Лібертарна координація». За професією програміст. З 2002 по 2009 рік навчався у Німеччині, починаючи з листопада 2009 живе і працює у Києві.

## Акція під Верховною Радою
Раніше активний у ЖЖ (під ніком  shiitman, узятим з «Священної книги перевертня» Віктора Пелевіна), Володарський отримав популярність після проведення 02.11.2009 перфомансу проти Національної експертної комісії із захисту моралі, яку акціоніст звинувачував у цензурі і спробах обмеження свободи слова. У ході перфомансу Олександр Володарський та його партнерка, яка залишилася анонімною, імітували статевий акт перед стінами Верховної Ради України, третій учасник, звертаючись до журналістів, зачитував промову про відносність моральних норм і неможливості однозначного трактування поняття мораль.
Після закінчення акції вже одягнений Олександр Володарський був заарештований, йому було пред'явлено звинувачення за ст. 296 ч. 2. кримінального кодексу України: «хуліганство, вчинене групою осіб» Художник провів півтора місяці в СІЗО 13 (Лук'янівське СІЗО). Поки художник перебував під вартою, проводилися численні акції на його підтримку. Завдяки суспільному резонансу і втручанню Віктора Ющенка, починаючи з 18 грудня 2009 року Володарський перебуває на волі під особистим поручительством. Станом на серпень 2010 року судовий розгляд не закінчено, суди затягуються через неявку свідків звинувачення на засідання і суттєві розходжень у їхніх показаннях.
9 вересня 2010 року Володарському винесли обвинувальний вирок: рік обмеження волі умовно. З 2 березня за 22 липня 2011 перебував на спецпоселенні у колонії у селищі Коцюбинське Київської області.
Олександр Володарський не вважає свій вчинок хуліганством і наполягає на повному виправданні. Він неодноразово заявляв про порушення у ході розслідування справи, писав численні скарги на дії слідчого і судді направляв лист[недоступне посилання з червня 2019] президентові України Віктору Януковичу, інформація про який була передрукована багатьма українськими виданнями.
Сама акція і арешт викликали дискусію в українському суспільстві і, у кінцевому підсумку, посприяли активізації кампанії проти цензури, в яку включилися такі українські письменники, як Сергій Жадан і Юрій Андрухович.

## Інші акції

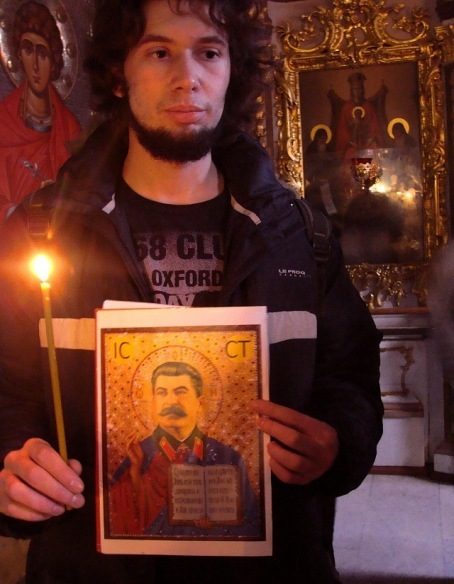
Олександр Володарський з іконою Сталіна

Після виходу з СІЗО Олександр Володарський провів ще ряд художньо-політичних акцій, які отримали своє висвітлення у блогосфері та ЗМІ.
Окремо потрібно виділити «Цензурування глядачів» на презентації книги Олеся Ульяненка «Жінка його мрії», акцію «Злочин і наказание», і акцію «Православ'я або закон», проведену у знак солідарності з жертвами клерикальної цензури.
Наприкінці вересня у рамках виставки «Судовий експеримент», присвяченої кримінальним справам на адресу активістів, Володарський попросив нанести йому шрамування з написом «Тут тобі не Європа» — слова, які слідчий сказав на його першому допиті.
Великий резонанс отримала акція «Освячення Ікони Сталіна» у Києво-Печерській Лаврі, який був проведений Володарським у складі сітуаціоністської групи А. К. Т. (УПЦ офіційно спростовувала факт «освячення»).
Після затримання учасників арт-групи «Війна», Володарський ініціював у Києві акцію солідарності з заарештованими художниками.

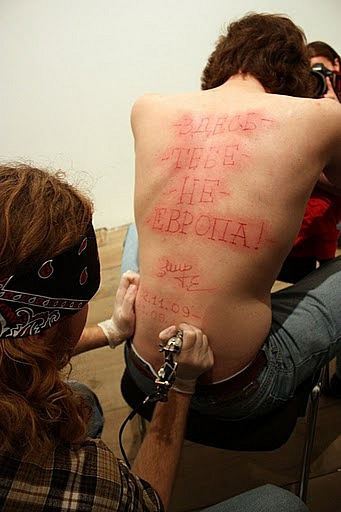
«Тут тобі не Європа»

## Тексти
Олександр Володарський публікується у журналі «Автоном» і «Телекритика» [Архівовано 21 травня 2022 у Wayback Machine.], «Політична Критика» (російська і українська редакції) та інших.
Видавництвом «Ультракультура» планувалося видання тюремних записок Володарського.
Пізніше вони вийшли під заголовком «Хімія» у видавництві «Радикальна Теорія і Практика», тираж доступний у книжкових магазинах Росії та України.